# Priekuļi (novads)
Priekuļi est un novads de Lettonie, situé dans la région de Vidzeme. En 2009, sa population est de 9 550 habitants. La municipalité a été formée en 2009 par la fusion des paroisses de Liepa, Mārsnēni, Priekuļi et Veselava. Le centre administratif se trouve aujourd'hui à Priekuļi.